# Associazione Del Calcio Di Vicenza 1919-1920
Questa voce raccoglie le informazioni riguardanti l''Associazione del Calcio in Vicenza nelle competizioni ufficiali della stagione 1919-1920.

## Rosa
| N. |                   | Ruolo | Calciatore      |
| -- | ----------------- | ----- | --------------- |
|    | Italia (bandiera) | A     | Angelo Balbo    |
|    | Italia (bandiera) |       | Bozzo           |
|    | Italia (bandiera) | D     | Umberto De Boni |
|    | Italia (bandiera) |       | De Marzi        |
|    | Italia (bandiera) |       | Dei Zotti       |
|    | Italia (bandiera) |       | Domeniconi      |
|    | Italia (bandiera) |       | Fadini          |
|    | Italia (bandiera) |       | Franzon I       |
|    | Italia (bandiera) |       | Franzon II      |
|    | Italia (bandiera) |       | Alberto Garelli |
|    | Italia (bandiera) | A     | Livio Gemo      |

| N. |                   | Ruolo | Calciatore         |
| -- | ----------------- | ----- | ------------------ |
|    | Italia (bandiera) |       | Gaetano Griggio    |
|    | Italia (bandiera) |       | Petucco            |
|    | Italia (bandiera) |       | Rosin              |
|    | Italia (bandiera) |       | Savi               |
|    | Italia (bandiera) |       | Giovanni Scattolin |
|    | Italia (bandiera) |       | Tomì               |
|    | Italia (bandiera) | D     | Gino Vallesella    |
|    | Italia (bandiera) | A     | Pio Veronese       |
|    | Italia (bandiera) |       | Zampieri           |
|    | Italia (bandiera) | D     | Rodolfo Zorzi      |

## Risultati

### Prima Categoria

#### Girone di andata
| Vicenza 12 ottobre 1919              | Vicenza   | 0 – 1 | Udinese |  |
| \| \| \| \| \| \| Marcatori \| ?’ \| |           |       |         |  |
|                                      |           |       |         |  |
|                                      | Marcatori | ?’    |         |  |

| Arbitro: | Tessari (Padova) |

|    |           |             |
| ?’ | Marcatori | ?’ Veronese |

| Arbitro: | Barbon (Venezia) |

|                         |           |  |
| Balbo 66’, 67’ Gemo 71’ | Marcatori |  |

| Arbitro: | Barbon (Venezia) |

|                                        |           |  |
| Peyer 20’ G. Monti 30’, 56’ Busini 70’ | Marcatori |  |

| Padova 9 novembre 1919                                                   | Petrarca  | 3 – 5                               | Vicenza |  |
| \| \| \| \| \| ?’ \| Marcatori \| ?’ Franzon I ?’ Griggio ?’ Veronese \| |           |                                     |         |  |
|                                                                          |           |                                     |         |  |
| ?’                                                                       | Marcatori | ?’ Franzon I ?’ Griggio ?’ Veronese |         |  |

### Ritorno
| Treviso 23 novembre 1919                                | Udinese   | 0 – 2 Campo neutro.   | Vicenza |  |
| \| \| \| \| \| \| Marcatori \| ?’ Gemo ?’ Franzon II \| |           |                       |         |  |
|                                                         |           |                       |         |  |
|                                                         | Marcatori | ?’ Gemo ?’ Franzon II |         |  |

| Arbitro: | Bellini (Padova) |

|         |           |    |
| Gemo ?’ | Marcatori | ?’ |

| Arbitro: | Barbon (Venezia) |

|                     |           |         |
| Zanin 11’ Porta 19’ | Marcatori | 1’ Gemo |

| Vicenza 14 dicembre 1919                       | Vicenza   | 0 – 1        | Padova |  |
| \| \| \| \| \| \| Marcatori \| 89’ F. Monti \| |           |              |        |  |
|                                                |           |              |        |  |
|                                                | Marcatori | 89’ F. Monti |        |  |

| Vicenza 9 novembre 1919                          | Vicenza   | 1 – 5 | Petrarca |  |
| \| \| \| \| \| Veronese ?’ \| Marcatori \| ?’ \| |           |       |          |  |
|                                                  |           |       |          |  |
| Veronese ?’                                      | Marcatori | ?’    |          |  |

## Statistiche di squadra
| Competizione  | Punti | In casa | In casa | In casa | In casa | In casa | In casa | In trasferta | In trasferta | In trasferta | In trasferta | In trasferta | In trasferta | Totale | Totale | Totale | Totale | Totale | Totale | DR |
| Competizione  | Punti | G       | V       | N       | P       | Gf      | Gs      | G            | V            | N            | P            | Gf           | Gs           | G      | V      | N      | P      | Gf     | Gs     | DR |
| ------------- | ----- | ------- | ------- | ------- | ------- | ------- | ------- | ------------ | ------------ | ------------ | ------------ | ------------ | ------------ | ------ | ------ | ------ | ------ | ------ | ------ | -- |
| Girone Veneto | 7     | 5       | 1       | 0       | 4       | 5       | 9       | 5            | 2            | 1            | 2            | 9            | 10           | 10     | 3      | 1      | 6      | 14     | 19     | -5 |